# Paraíso, canto séptimo

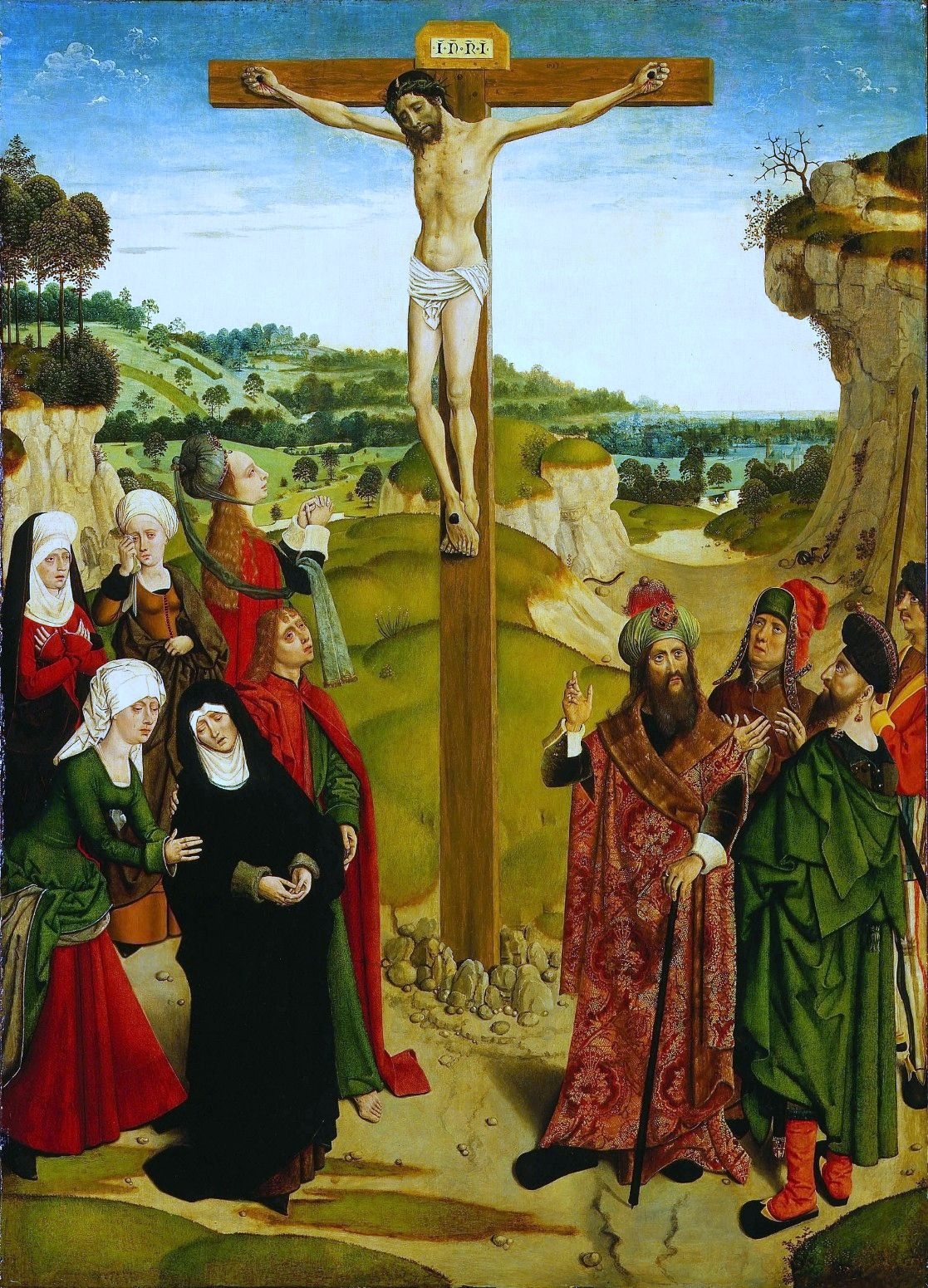
En este canto Beatriz explica a Dante por qué fue necesario el sacrificio de Cristo para rescatar al hombre del pecado.

El canto séptimo del Paraíso de Dante Alighieri se desarrolla en el cielo de Mercurio, donde residen las almas de quienes actuaron para conseguir fama y honores terrenos. Nos encontramos en la tarde del 13 de abril de 1300, o según otros análisis, la del 30 de marzo de 1300.

## Temas y contenidos
- Duda de Dante - versos 1 al 24
- Doctrina de la Encarnación y de la Pasión - vv. 25 al 120
- Corolarios doctrinales - vv. 121 al 148

## Síntesis y análisis
Tras terminar el discurso objeto del canto precedente, Justiniano entona una loa al dios de los ejércitos y se aleja con otros beatos. A Dante lo atormenta una duda que no es capaz de comunicar a Beatriz. La cuestión consiste en cómo es posible que Dios haya escogido la muerte del Hijo para rescatar a la humanidad del pecado. Del mismo modo, la duda implica la pregunta sobre por qué esa muerte, si era necesaria para borrar los pecados humanos, fue vengada con la destrucción de Jerusalén, donde Cristo fue crucificado. 
Beatriz afirma que es justo que haya ocurrido la muerte de Cristo, pues participaba de la naturaleza humana, la cual, previamente maldita por Dios debido al pecado original, sí merecía necesariamente dicho castigo. Además, Cristo también tenía la naturaleza divina que fue ofendida y perseguida, lo que explica y justifica el castigo de los judíos. Solo a través del sufrimiento del hombre-dios el sacrificio fue tan alto como para redimir a la humanidad.
El canto se cierra con una explicación de Beatriz sobre el carácter corruptible de los elementos generados por causas segundas y la incorruptibilidad de lo creado directamente por Dios. El alma, entendida como el principio vital de los seres vivos (excepto del hombre), resulta de la combinación de cuatro elementos, y por ende no es creada directamente por Dios. Lo que deriva directamente de Dios es eterno, pues conserva la impronta divina de su creación, de donde se deduce asimismo la verdad sobre la resurrección de los cuerpos, considerando cómo se creó el cuerpo humano.